# Termoelektrični pojav
Têrmoeléktrični pojáv označuje skupino fizikalnih pojavov, pri katerih gre za neposredno pretvorbo temperaturne razlike v električno napetost in obratno. Med termoelektrične pojave uvrščamo Seebeckov pojav, Peltierov pojav, Thomsonov pojav, pa tudi sproščanje Joulove toplote zaradi električnega upora pri prevajanju električnega toka. Prvi trije pojavi so reverzibilni, zadnji pa ne.

## Seebeckov pojav
Seebeckov pojav je neposredna pretvorba temperaturne razlike v električno napetost. Pojav je leta 1821 po naključju odkril nemški fizik Thomas Johann Seebeck, ki je odkril, da se med koncema kovinske palice pojavi električna napetost, kadar je v palici temperaturni gradient ΔT.
Seebeckov pojav izkoriščamo v termoparu za posredno merjenje temperature.

## Peltierov pojav
Peltierov pojav je obrnjeni pojav od Seebeckovega; pri njem gre za ustvarjanje temperaturne razlike z električno napetostjo. Do njega pride, kadar teče električni tok skozi dvoje različnih kovin ali polprevodnikov (tipa n in tipa p), ki se stikata na dveh spojih (Peltierovih spojih). Električni tok obenem poganja toplotni tok od enega stika proti drugemu, eden od stikov se zato hladi, drugi pa segreva. Pojav je leta 1834, trinajst let po Seebeckovem odkritju, opazil francoski fizik Jean Charles Athanase Peltier.

## Thomsonov pojav
Thomsonov pojav je napovedal in kasneje opazoval lord Kelvin leta 1851. Opisuje segrevanje ali hlajenje tokovnega prevodnika s temperaturnim gradientom.
Vsak tokovni prevodnik (z razliko od superprevodnika) s temperaturno razliko med dvema točkama absorbira ali oddaja toploto, kar je odvisno od materiala. Če gostota električnega toka j preteče skozi homogeni prevodnik, nastane toplota q na enoto prostornine:
{\displaystyle q=\rho j^{2}-\mu j{\frac {\mathrm {d} T}{\mathrm {d} x}}\,\!,}
kjer je ρ specifična upornost materiala, dT/dx temperaturni gradient vzdolž vodnika in μ Thomsonov koeficient. Prvi člen je Joulovo segrevan je, ki ne spremeni znaka; drugi člen pa je Thomsonovo segrevanje, ki ima enak predznak kot J.
V kovinah, kot sta cink in baker, katerih temperatura je premo sorazmerna z njunim potencialom, kadar se tok premakne od bolj vročega konca k hladnejšemu, nastane toplota in govorimo o pozitivnem Thomsonovem pojavu. Na drugi strani v kovinah, kot so kobalt, nikelj in železo, katerih temperatura je obratno sorazmerna z njihovim potencialom, kadar se tok premakne od bolj vročega konca k hladnejšemu, se toplota absorbira in govorimo o negativnem Thomsonovem pojavu.
Če se Thomsonov koeficient materiala meri v širokem temperaturnem obsegu, se lahko integrira s pomočjo Thomsonovih zvez, da določimo absolutne vrednosti Peltierovega in Seebeckovega koeficienta. To je potrebno narediti le za en material, ker lahko druge vrednosti določimo z merjenjem Seebeckovih koeficientov v termoparu, ki vsebuje referenčni material, nato pa dodamo nazaj aboslutno termoelektrično moč referenčnega materiala.
Za Thomsonov koeficient svinca po navadi navajajo 0, dejansko pa ni enak 0, čeprav je res zelo majhen. Termoelektrični koeficienti vseh znanih superprevodnikov so enaki 0.

### Thomsonovi zvezi
Thomsonov koeficient je med tremi glavnimi termoelektričnimi koeficienti edinstven, ker se ga lahko za posamezne materiale neposredno meri. Peltierov in Seebeckov koeficient lahko določimo le za pare materialov in tako ne obstaja neposredna metoda za določevanje absolutnih Peltierovih ali Seebeckovih koeficientov posameznih materialov. Leta 1854 je lord Kelvin našel povezavi med tremi koeficienti, ki kažeta, da imamo lahko le enega za edinstvenega.
Prva Thomsonova zveza je:
{\displaystyle \mu =T{\frac {\mathrm {d} S}{\mathrm {d} T}}\!\,,}
kjer je T absolutna temperatura, μ Thomsonov koeficient in S Seebeckov koeficient. Druga Thomsonova zveza je:
{\displaystyle \Pi =ST\!\,,}
kjer je Π Peltierov koeficient. Zveza je predvidela Thomsonov pojav preden je bil oblikovan.